# Karl Lafer
Karl Lafer (* 18. Dezember 1922 in Rohr an der Raab; † 9. März 2001 in Feldbach) war ein österreichischer Politiker (ÖVP) und Landwirt. Lafer war von 1975 bis 1986 Abgeordneter zum österreichischen Nationalrat. 

## Leben
Lafer besuchte nach der Pflichtschule die landwirtschaftliche Fachschule und war danach im elterlichen landwirtschaftlichen Betrieb beschäftigt. 1955 machte sich Lafer als Landwirt selbständig, wobei ihm in der Folge der Berufstitel Ökonomierat verliehen wurde.

## Politik
Des Weiteren war Lafer in der Lokalpolitik aktiv und war zwischen 1953 und 1957 Gemeinderat in Edelsbach bei Feldbach sowie ab 1957 Bürgermeister der Gemeinde. Zudem engagierte sich Lafer in der Kammer für Land- und Forstwirtschaft, wobei er zwischen 1971 und 1980 Obmann der Kammer für Land- und Forstwirtschaft Feldbach war. Innerparteilich hatte Lafer zudem die Funktionen des ÖVP-Ortsparteiobmanns und des ÖVP-Hauptbezirksparteiobmann-Stellvertreters inne, zudem war er im Bauernbund aktiv. Lafer war Obmann des Bundesobstbauverbandes und des Steirischen Erwerbsobstbauverbandes und vertrat die ÖVP zwischen dem 4. November 1975 und dem 30. September 1986 im Nationalrat.